# Xenocronia
Xenocronia é uma técnica musical baseada em estúdio desenvolvida por Frank Zappa em uma data desconhecida, mas possivelmente já no início dos anos 1960. A técnica é executada extraindo-se um solo de guitarra ou outra parte musical de seu contexto original e colocando-o em uma música completamente diferente, independentemente do tempo ou da métrica das fontes, para criar um efeito inesperado, mas agradável. Zappa justificou que essa era a única maneira de conseguir alguns ritmos.

## Etimologia
A palavra deriva das palavras gregas ξένος ( xenos ) , estranho ou alienígena, e χρόνος ( cronos ) , tempo.

## Exemplos
Um dos exemplos mais proeminentes de xenocronia pode ser encontrado na ópera rock de Zappa Joe's Garage (1979), na qual os solos de guitarra são todos xenócronos (com exceção de "Watermelon in Easter Hay" e "Crew Slut").
Nas palavras do próprio Zappa:
Xenocronia pode ser ouvido no início da carreira de Zappa em 1967: no álbum We're Only in It for the Money, com o Mothers of Invention, a faixa rítmica do refrão de "How Could I Be Such A Fool" em Freak Out!" (que consiste na bateria, baixo, vibrafone e orquestra) é usado no final de "Lonely Little Girl". Isso é perceptível ao ouvir as faixas de apoio sem vocais, que aparecem no box set póstumo lançamentos The MOFO Project/Object e Lumpy Money. Em Uncle Meat , uma frase do solo de guitarra de "Nine Types of Industrial Pollution" aparece mais tarde no final de "Sleeping in a Jar".Lumpy Gravy , o primeiro álbum solo de Zappa. Uma passagem de "Harry, You're a Beast" pode ou não ser incorporada em "Almost Chinese": um cravo/xilofone de instrumentos de som mais vários "snorks" podem ser ouvidos diretamente após o diálogo de Larry com Motorhead Sherwood . Além disso, o efeito sonoro que inicia "Flower Punk" de We're Only in It for the Money , lançado meses antes, é tocado aproximadamente às 0:19 da Parte 2, 15:19 ou 15:20 do disco. Trechos da trilha sonora de " The World's Greatest Sinner ", composta por Zappa, são audíveis em "I Don't Know If I can Go Through This Again" (de Lumpy Gravy ) e "Mother People" (de We'

### Uso por outros músicos
Simon & Garfunkel também usaram essa técnica em seu álbum Bookends de 1968. A segunda faixa do álbum, "Save the Life of My Child". usa os primeiros segundos de " The Sound Of Silence " (lançado em seu álbum Sounds of Silence de 1966 ) em torno da marca de 1:20 de uma forma mais lenta.
Outro exemplo é a música do King Crimson "The Devil's Triangle", em seu álbum de 1970 In the Wake of Poseidon, que usa elementos de "The Court of the Crimson King" perto do final.
Steve Vai, na música "Reaping", presente no álbum ao vivo G3: Rockin' in the Free World. A música é composta por vários solos de guitarra utilizada em várias canções do repertório do Vai.
Outros exemplos são os álbuns do guitarrista avant-garde Buckethead, Forensic Follies e Needle in a Slunk Stack, lançados em 2009: ambos apresentaram músicas de vários álbuns do Buckethead para fazer novas músicas.
A técnica foi usada pelo Dream Theater no início da música "The Dance of Eternity", onde amostras de sua música anterior "Metropolis Pt. 1" desaparecem brevemente contra uma batida mais lenta de bateria e baixo.
Car Seat Headrest usou a técnica no álbum de 2010 "3", embora de uma maneira única; a música "Beach Drugs" (Faixa 10) apresenta uma versão invertida de "Sun Hot" (Faixa 6) em seu outro. Esta versão invertida de "Sun Hot" foi lançada mais tarde na compilação "Little Pieces of Paper With 'No' Written on Them" como "Hot Sun".
Swami Safari usou a técnica na música "Better Late" do lançamento de 2021 Hevsumtrx. O solo de guitarra que começa aos 2:20 foi extraído de uma gravação anterior feita a partir de uma faixa de blues jam encontrada no Youtube e inserida na música.